# Gianni Leone
Gianni Leone (Napoli, 15 settembre 1953) è un musicista e cantautore italiano.

## Biografia

### Infanzia ed esordi
Avviato dalla famiglia allo studio del pianoforte classico all'età di otto anni, a undici forma il suo primo complesso di ispirazione beat. Nel 1970 entra a far parte della band progressive Città frontale, dalle cui ceneri più avanti nasceranno i più famosi Osanna.

### Con il Balletto di Bronzo
Nel 1971 entra ne il Balletto di Bronzo, che aveva già all'attivo un album, Sirio 2222. Leone prende le redini del gruppo, che pubblica Ys, un concept album ispirato a una leggenda celtica. Il Balletto di Bronzo con Leone si scioglierà nel settembre del 1973, ma non prima di aver stampato il 45 giri La tua casa comoda/Donna Vittoria, registrato interamente dai soli Leone e Stinga.
Come tastierista partecipa alla realizzazione dell’album I mali del secolo di Adriano Celentano e al commento musicale di ‘’Metrapolis’’,  album di poesie scritte e recitate dall’intellettuale Guido Ballo, docente e critico d’arte avvezzo alla poesia.

### Solista
Nel 1974 Leone si trasferisce a Roma e adotta lo pseudonimo LeoNero. Esaurita l’esperienza storica con il Balletto di bronzo e di turnista d’eccezione, avviene la scoperta della propria essenziale singolarità ed unicità come musicista e compositore: ha luogo la metamorfosi che da tastierista di un gruppo, lo porta a divenire un artista solista che compone la propria musica, la arrangia, la esegue suonando ogni strumento e cantando.
Subito dopo abbandona l'Italia per trasferirsi prima a Londra e poi a New York, dove comporrà e registrerà i brani del primo disco solista Vero. Pubblica poi il 45 giri Fremo. In entrambe le uscite suona tutti gli strumenti ed è autore, arrangiatore, cantante e produttore. Più tardi registra in California, a Hollywood, il secondo album solista, Monitor, lontano dalla verve compositiva progressive e più vicino alla new wave. Nella prima facciata Leone è accompagnato dal quartetto statunitense Optical Band, mentre è unico interprete ed esecutore della seconda parte del disco.
Nel 1982, ritornato in Italia, realizza il 45 giri Indossa il mio colore/Stanchiamoci insieme, prodotto da Richard Benson.
Dopo aver girato la Svezia, l'Austria e l'Italia suonando con vari gruppi, tra il 1995 e il 1997 collabora col gruppo di rock progressivo DIVAE. 
Nel 2022, è ospite del brano “Ibernazione”, inserito nell’album “Conteremo i fiori di un giardino” di Zorama, in cui, i due artisti, duettano e si dividono le strofe elettro pop rock del brano. 

### Il terzo Balletto di Bronzo
Nel 1995 tenta invano di ricreare la formazione del 1972 de il Balletto di Bronzo. Pur non essendone un membro fondatore, decide di rifondare la band Balletto di Bronzo, pubblicando nel 1999 l'album live Trys per la Mellow Records di Mauro Moroni e Ciro Perrino. Nella nuova formazione, che non prevede chitarre, oltre allo stesso Leone alla voce e alle tastiere, si avvicenderanno diverse coppie ritmiche di batteristi e bassisti.
Tra il 1990 e il 1992 suona nel trio Leone-Sorrenti-Gazzè insieme a Max Gazzè e Duilio Sorrenti, suonando a Roma e nelle città vicine cover di artisti stranieri e de Il Balletto di Bronzo.
2000: viene registrato per l'emittente televisiva via cavo TELE+ un'esibizione della band; di questo concerto esiste uno stralcio ripreso amatorialmente e postato su Youtube, ma risulta irreperibile una qualsiasi copia della trasmissione, copia promessa all'artista dal personale della defunta emittente, ma mai recapitato.
Partecipa come ospite ad alcuni brani dell'album Cuma 2016 DC di una versione parallela del Balletto di bronzo (a nome Il Balletto Di Bronzo con Lino Ajello & Marco Cecioni) edito dalle label Suonidelsud e NO Music NO Life

## Discografia

### Album
- 1972 - Ys (con il Balletto di Bronzo), Polydor
- 1977 - Vero, Harvest
- 1980 - Monitor, EMI/CBO
- 1999 - Trys (live con il nuovo Balletto di Bronzo, contenente brani inediti), Mellow Records
- 2012 - On the Road to Ys..and beyond - live (btf)
- 2020 - Official Bootleg (registrato dal vivo col Balletto di Bronzo), Black Widow Records
- 2022 - Balletto di Bronzo plays Beatles (registrato a cavallo tra i due millenni e uscito senza l'ausilio di alcuna label)
- 2023 - Lemures (col Balletto di bronzo)

### Singoli
- 1973 - La tua casa comoda / Donna Vittoria (con il Balletto di Bronzo), Polydor
- 1978 - Fremo / Vero
- 1980 - Strada / Piangi con me
- 1982 - Indossa il mio colore/Stanchiamoci insieme